# 塞萊米耶
塞萊米耶（阿拉伯語：سلمية）是敘利亞哈馬省的城市，位於該國西部，距離首府哈馬30公里，海拔高度475米，主要經濟活動是農業，人口66,724人（2004年）。

## 外部連結
- Google Satellite Image
- Ministry of Tourism （页面存档备份，存于）
- （页面存档备份，存于）